# Rue Kalas
La rue Kalas est une voie de la ville de Reims.

## Origine du nom
Elle rend hommage, à Ernest Kalas, architecte et décorateur rémois.

## Historique
Elle porte sa dénomination actuelle depuis 1931.